# كوين كوك
كوين كوك (بالإنجليزية: Quinn Cook)‏ مواليد 23 مارس 1993 في واشنطن العاصمة، هو لاعب كرة سلة أمريكي. بدأ مسيرته الاحترافية في سنة 2015. يلعب مع نيو أورلينز بيليكانز في الرابطة الوطنية لكرة السلة كلاعب هجوم خلفي. يحمل الرقم 22. يبلغ طوله 6 قدم 2 بوصة (1.9 م).

## المسيرة الاحترافية
لعب مع كانتون شارج من سنة 2015 إلى 2017، ثم لعب مع دالاس مافيريكس في سنة 2017، ثم لعب مع نيو أورلينز بيليكانز في سنة 2017.

## إحصائيات المسيرة

### الموسم الاعتيادي
| السنة   | الفريق         | لعب | بدأ | دقيقة | ميداني% | ثلاثية | حرة  | ارتداد | صنع | استلاب | تصدي | نقطة |
| ------- | -------------- | --- | --- | ----- | ------- | ------ | ---- | ------ | --- | ------ | ---- | ---- |
| 2016–17 | دالاس مافيريكس | 5   | 0   | 15.4  | .440    | .357   | .000 | .6     | 2.4 | .2     | .0   | 5.4  |
| المسيرة | المسيرة        | 5   | 0   | 15.4  | .440    | .357   | .000 | .6     | 2.4 | .2     | .0   | 5.4  |

## روابط خارجية
- كوين كوك على موقع الاتحاد الدولي لكرة السلة (الإنجليزية)
- كوين كوك على موقع إن بي أي (الإنجليزية)
- كوين كوك على موقع سبورتس رفرنس (الإنجليزية)
- كوين كوك على موقع كرة السلة الأوروبية.كوم (الإنجليزية)
- كوين كوك على موقع DraftExpress.com (الإنجليزية)
- كوين كوك على موقع إي إس بي إن.كوم (الإنجليزية)
- كوين كوك على موقع كلية كرة السلة في سبورتس رفرنس.كوم (الإنجليزية)
- كوين كوك على موقع ريلجم (الإنجليزية)
- كوين كوك على موقع بروبوليرز (الإنجليزية)
- كوين كوك على موقع سبورتس رفرنس (الإنجليزية)